# Attentat du Café Hillel

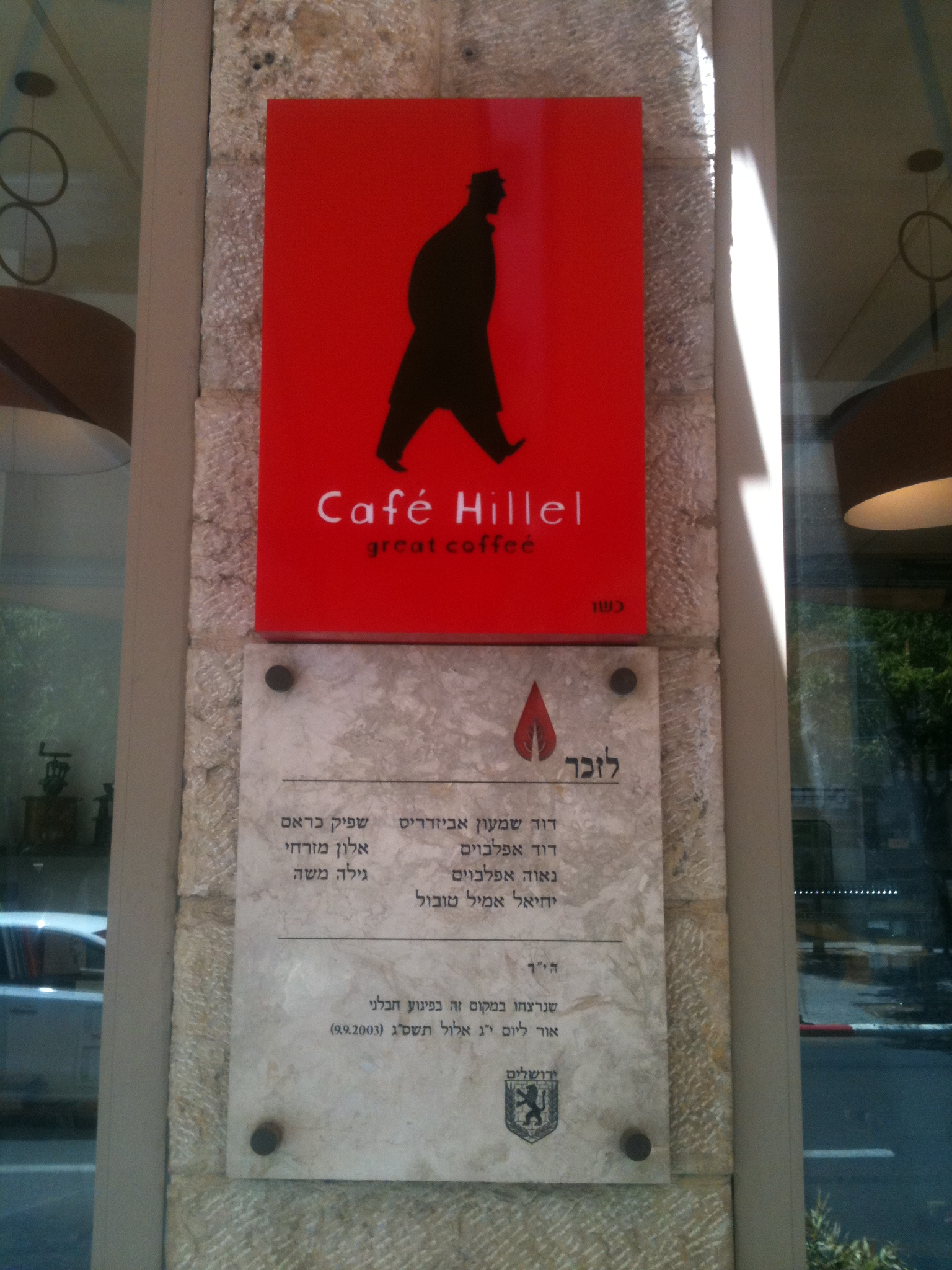
Plaque commémorative à la sortie du café Hillel.

L'attentat du Café Hillel est un attentat-suicide qui eut lieu le 9 septembre 2003, lorsqu'un kamikaze palestinien s'est fait exploser au Café Hillel dans la Colonie allemande (en) à Jérusalem. Sept personnes ont été tuées dans l'attaque et plus de 50 ont été blessées,.
Quelques heures avant l'attentat, des militants palestiniens ont mené un attentat-suicide à un arrêt de bus près de la base militaire de Tzrifin (en).

## L'attaque
Le mardi soir, 9 septembre 2003, à 23h20, un kamikaze palestinien s'est approché du café « Café Hillel » dans le quartier de la Colonie allemande de Jérusalem,. Vers 23h20, un garde de sécurité posté à proximité d'une pizzeria a remarqué un homme passant avec une boîte volumineuse en forme de carré sous sa chemise. Il a crié à l'homme de s'arrêter, mais celui-ci a refusé. Le garde de sécurité ne voulait pas lui tirer dans le dos, par crainte de faire exploser la bombe. Quelques secondes plus tard, le kamikaze a déclenché la bombe près de l'entrée du Café Hillel. Le garde de sécurité Alon Mizrahi tentait d'empêcher le kamikaze d'entrer lorsqu'il s'est fait exploser. 

## L'assaillant
L'assaillant était Ramez Abu Salim, membre du Hamas, originaire du village de Rantis et étudiant à l'université de Bir Zeit.